# Renealmia asplundii
Renealmia asplundii är en enhjärtbladig växtart som beskrevs av Paulus Johannes Maria Maas. Renealmia asplundii ingår i släktet Renealmia och familjen Zingiberaceae. Inga underarter finns listade i Catalogue of Life.